# Cuscuta triumvirati
Cuscuta triumvirati ist eine Pflanzenart aus der Gattung Seide (Cuscuta) in der Familie der Windengewächse (Convolvulaceae). Wie alle Arten dieser Gattung ist sie ein Vollparasit.

## Beschreibung
Cuscuta triumvirati besitzt dünne bis mäßig dicke Stängel.
Die Blüten sind rötlich gefärbt, etwa 3 bis 4 mm groß und fünfzählig. Sie stehen an Blütenstielen, die so lang oder fast so lang wie die Blüten selbst sind. Der Kelch ist kürzer als die Kronröhre. Die Kelchzipfel sind breit eiförmig, stumpf und überlappen einander nicht. Die Kronzipfel sind breit eiförmig, stumpf, abstehend und etwa so lang wie die glockenförmige Kronröhre. Die Staubbeutel ragen über die Krone hinaus. Die leicht gefransten Schuppen am Grund der Kronröhre sind eiförmig und reichen nicht bis an die Staubfäden. Die dünnen Griffel sind einschließlich der Narbe länger als der eingedrückte Fruchtknoten.
Die Chromosomenzahl beträgt 2n = 14.

## Vorkommen
Diese Art kommt in der Sierra Nevada im Süden Spaniens, in Marokko und in Algerien vor. Sie parasitiert meist auf Erinacea anthyllis und auf anderen Schmetterlingsblütlern der Gattungen Cytisus und Genista. Sie besiedelt Höhenlagen von (700 bis) 1300 bis 3100 m.